# Општина Завоаја (Браила)
Завоаја (рум. Zăvoaia) општина је у Румунији у округу Браила.
Oпштина се налази на надморској висини од 33 m.